# Bembidion litorale
Bembidion litorale es una especie de escarabajo del género Bembidion, familia Carabidae. Fue descrita científicamente por G. A. Olivier en 1790.
Habita en Albania, Austria, Bielorrusia, Bélgica, Bosnia y Herzegovina, Bulgaria, Chequia, Dinamarca, Estonia, Finlandia, Francia, Alemania, Gran Bretaña, Hungría, Kazajistán, Letonia, Lituania, Moldavia, Países Bajos, Noruega, Polonia, Rumania, Rusia, Serbia, Eslovaquia, Eslovenia, Suecia, Suiza y Ucrania.